# Kilchoman Church

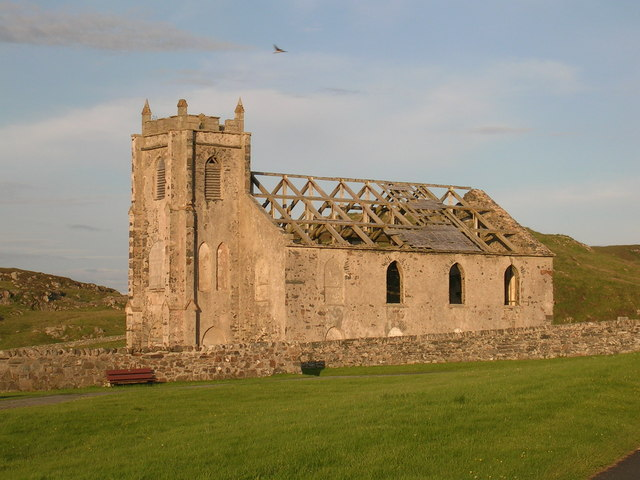
Kilchoman Church

Die Kilchoman Church ist eine Kirchenruine auf der schottischen Hebrideninsel Islay. Sie befindet sich im Nordwesten der Insel nahe der Siedlung Kilchoman. Wie auch das auf dem zugehörigen Friedhof befindliche Keltenkreuz Kilchoman Cross und das ehemalige Pfarrhaus der Kirche ist die Kilchoman Church in den schottischen Denkmallisten in der Kategorie B eingeordnet. Das Gebäude befindet sich in etwa 45 m Höhe auf einer Anhöhe etwa 900 m östlich von Machir Bay.

## Geschichte
Bereits seit frühchristlichen Zeiten befanden sich an diesem Standort verschiedene Sakralbauten. Im 14. Jahrhundert befand sich dort die Hauptkirche der gesamten Halbinsel Rhinns of Islay. Dieses Gebäude wurde im Jahre 1824 als zu unsicher eingestuft, weshalb der Bau der neuen Kilchoman Church beschlossen wurde. Der Bau wurde 1825 begonnen und 1827 abgeschlossen. Im Zuge des Neubaus wurde auch der bereits bestehende Friedhof erweitert. 1977 wurde der letzte Gottesdienst in der Kilchoman Curch abgehalten.

## Beschreibung
Das Gebäude wurde im neogotischen Stil erbaut. Es misst 18,4 × 12,5 m2. Entlang des zweistöckigen Kirchenschiffes und im Glockenturm lassen Spitzbogenfenster Licht in das Gebäude. Der quadratische Glockenturm befindet sich am Nordwestende des Baus. Er besitzt zwei Obergeschosse und schließt mit einer zinnenbestandenen Plattform ab. Einige der Turmfenster wurden mit Mauerwerk verschlossen. Der Kirchenbau war in der traditionellen Harling-Technik verputzt und schloss mit einem schiefergedeckten Dach ab. Im Inneren der Kirche verlief eine auf hölzernen Pfeilern ruhende, U-förmige Galerie entlang dreier Seiten des Gebäudes. Die Bankreihen im Kirchenschiff waren auf die Kanzel am Südostende ausgerichtet. Fensterbänke waren ebenso wie Säulen und die Zinnen des Kirchturms mit Sandstein verkleidet. Die Sakristei war im ersten Stockwerk des Glockenturms eingerichtet und war mit einem, heute verschlossenen, Kamin ausgestattet.
Das im Jahre 1982 noch vorhandene Dach ist zwischenzeitlich zerstört.